# Il figlio di Tarzan
Il figlio di Tarzan (Tarzan Finds a Son!) è un film del 1939 diretto da Richard Thorpe.
Il soggetto è liberamente tratto dal famoso romanzo d'avventura Tarzan delle Scimmie di Edgar Rice Burroughs del 1912. Il film è il quarto dei dodici della saga di Tarzan interpretati dall'attore Johnny Weissmuller, già primo uomo al mondo a nuotare i 100 metri stile libero sotto il minuto e vincitore di cinque medaglie d'oro olimpiche ai Parigi 1924 e Amsterdam 1928.
È il primo di una fortunata serie di 8 film in cui l'attore bambino Johnny Sheffield compare al fianco di Johnny Weissmuller nel ruolo di "Piccolo" ("Boy"), il figlio adottivo di Tarzan e Jane.

## Trama
Un aeroplano sta sorvolando la giungla dell'Africa quando improvvisamente subisce un danno ai motori e precipita fra le fronde degli alberi, distruggendosi. Tra i passeggeri sopravvive solo un neonato, che viene immediatamente salvato e portato da Tarzan sulla sua casa sull'albero.
Tarzan e la compagna Jane decidono di adottare il bimbo dandogli il nome "Piccolo" ("Boy" nell'originale inglese) e di insegnargli a saltare di albero in albero, a procurarsi il cibo e a far amicizia e rispettare gli animali della giungla. Il bambino cresce sano e forte ma, dopo cinque anni di serenità, per la tranquilla famigliola iniziano i problemi: giunge infatti nella giungla una spedizione di ricerca, inviata dai genitori del ragazzino. I nuovi arrivati si mostrano disposti a offrire una generosa ricompensa a colui che ha salvato il bambino, e Jane si mette d'accordo con loro, ma il carattere scontroso e protettivo di Tarzan impedisce l'operazione. Dopo aver allontanato i ricercatori dalla sua zona, Tarzan e Jane si trovano d'accordo sul futuro del ragazzino, decidendo di tenerlo con loro.

## Doppiaggio
Il film fu doppiato negli USA da un gruppo di attori italiani e italoamericani.